# Борд, Эрнест
Эрнест Борд (англ. Ernest Board; 1877, Вустер — 26 октября 1934) — английский художник, писавший картины и портреты на исторические темы. Известен серией работ, посвящённой великим медицинским открытиям.

## Биография
Родился в Вустере, обучался в Бристоле, где провёл большую часть жизни и создал наиболее известные свои работы. Сначала учился в Торгово-техническом колледже, зачем получил образование в Королевском колледже искусств, Royal College of Art. Позже присоединился к студии Эдвина Остина Эбби. Выставлялся с 1902 года в Королевской академии, членом которой стал в 1907 году, а в 1918 году — президентом. Борд был членом Королевского института живописцев маслом (R.O.I.) и Королевской западноанглийской академии (R.W.A.).
В 1932 году Борд погрузился в депрессию и переехал из Бристоля в Лондон. Здесь его надежды на лучшее не оправдались, и художник переехал в Фарли Грин, графства Суррей, где расписал церковный алтарь.
Скончался Эрнест Борд в 1934 году в возрасте 57 лет.

## Творчество
Многие его картины, в том числе «Отъезд Себастьяна Кабота из Бристоля» висят в Художественной галерее Бристоля наряду с другими выдающимися работами местных художников. Борд по специальному заказу изготовил фрески для Вестминстерского дворца («Проповедник Латимер перед Эдуардом VI») и для Палаты акционерных обществ Бристоля. Борд был также мастером витражей. Крупные полотна Борда 1900-х годов напоминают фрески с оттенком чувственности прерафаэлитов.
В 1912 году получил заказ от предпринимателя Генри Уэллкома написать серию картин об учёных медицины. Врач Чарльз Томпсон помогал Борду в создании картин тем, что собирал всевозможные портреты хирургов за операцией и арендовал у Медицинской школы настоящий операционный стол, гравюры медицинских инструментов и анатомического театра.

## Галерея

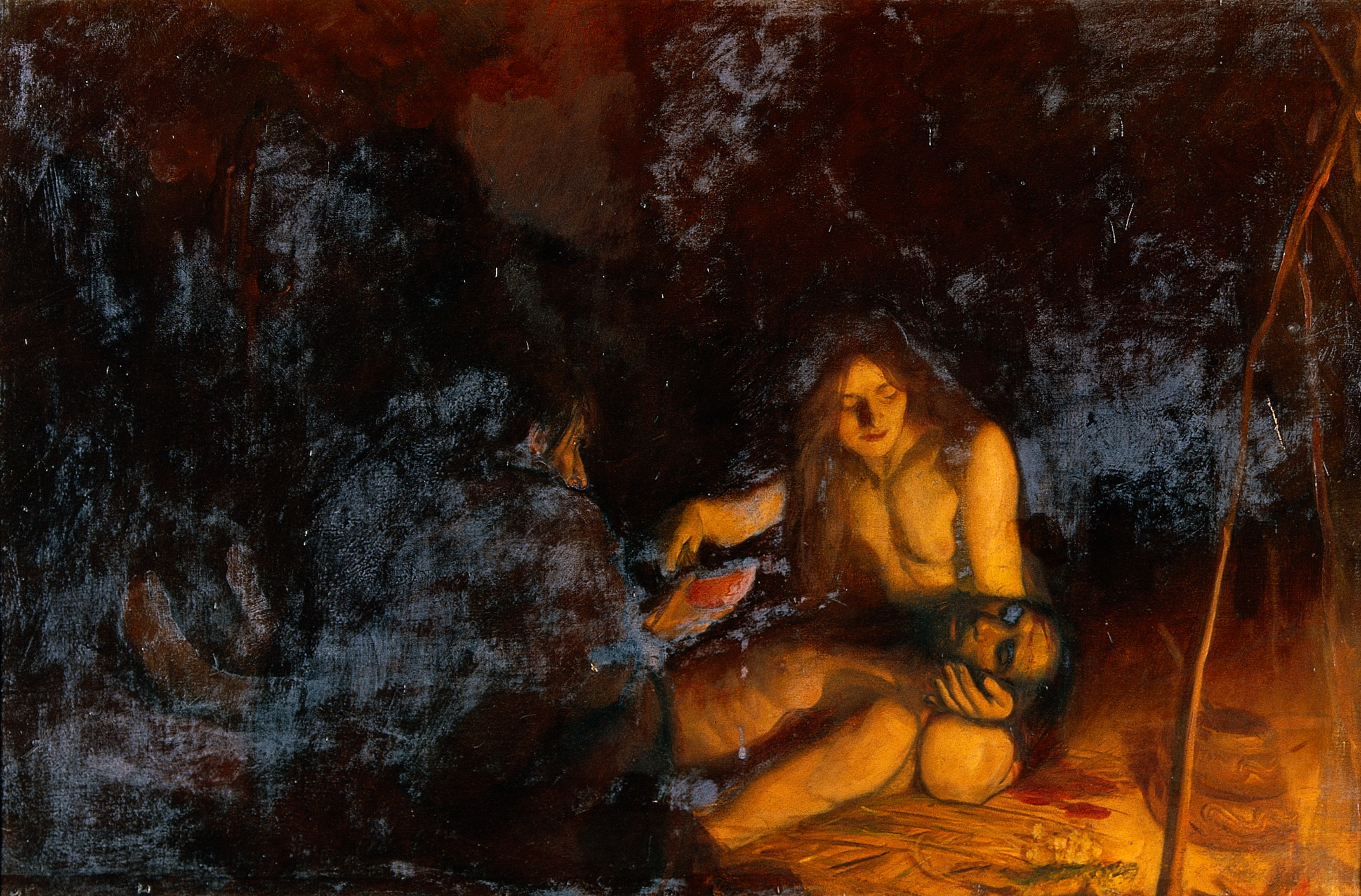
Лечение в доисторическую эпоху.
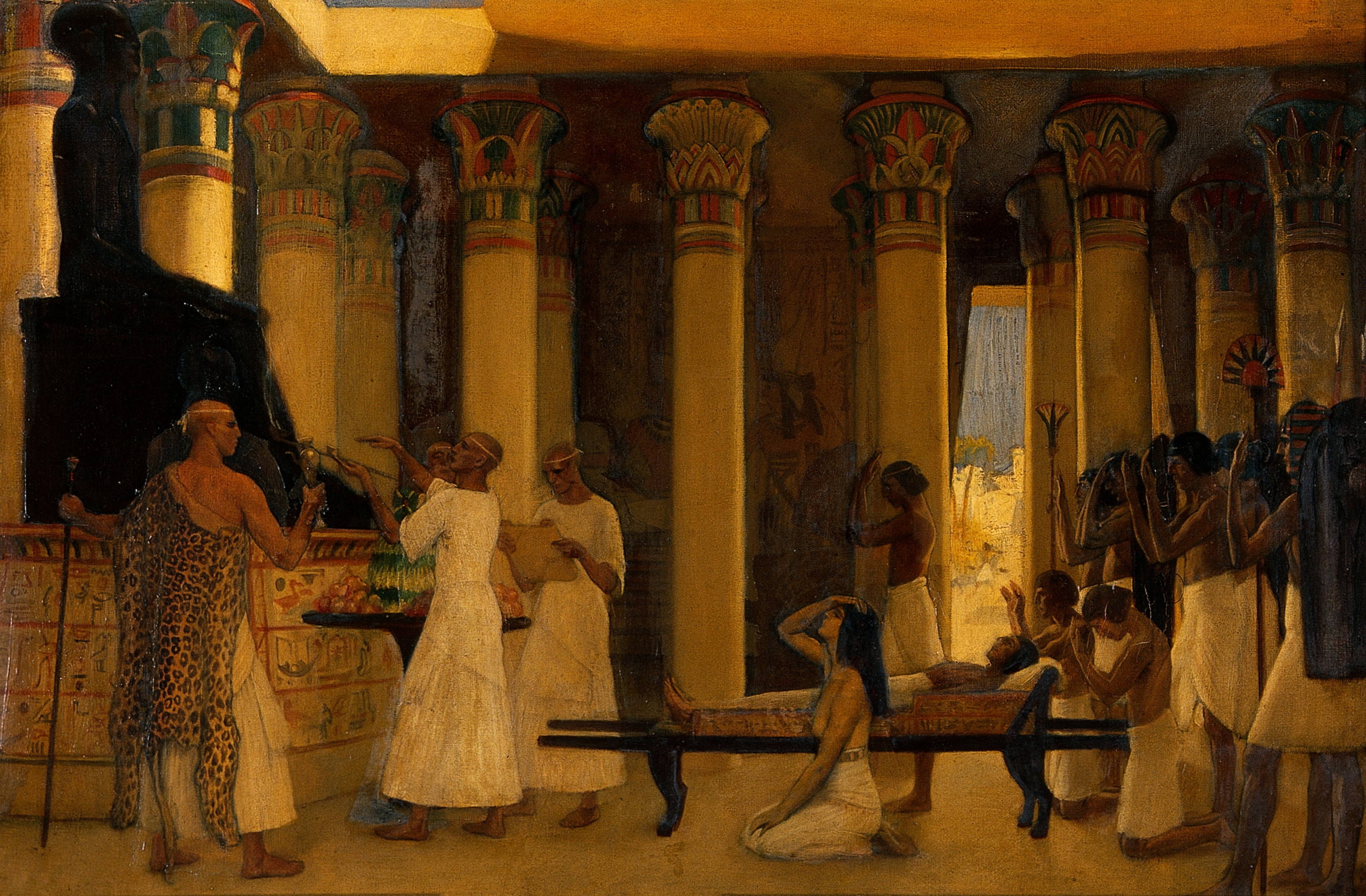
Древний Египет. Призвание Имхотепа, бога врачевания
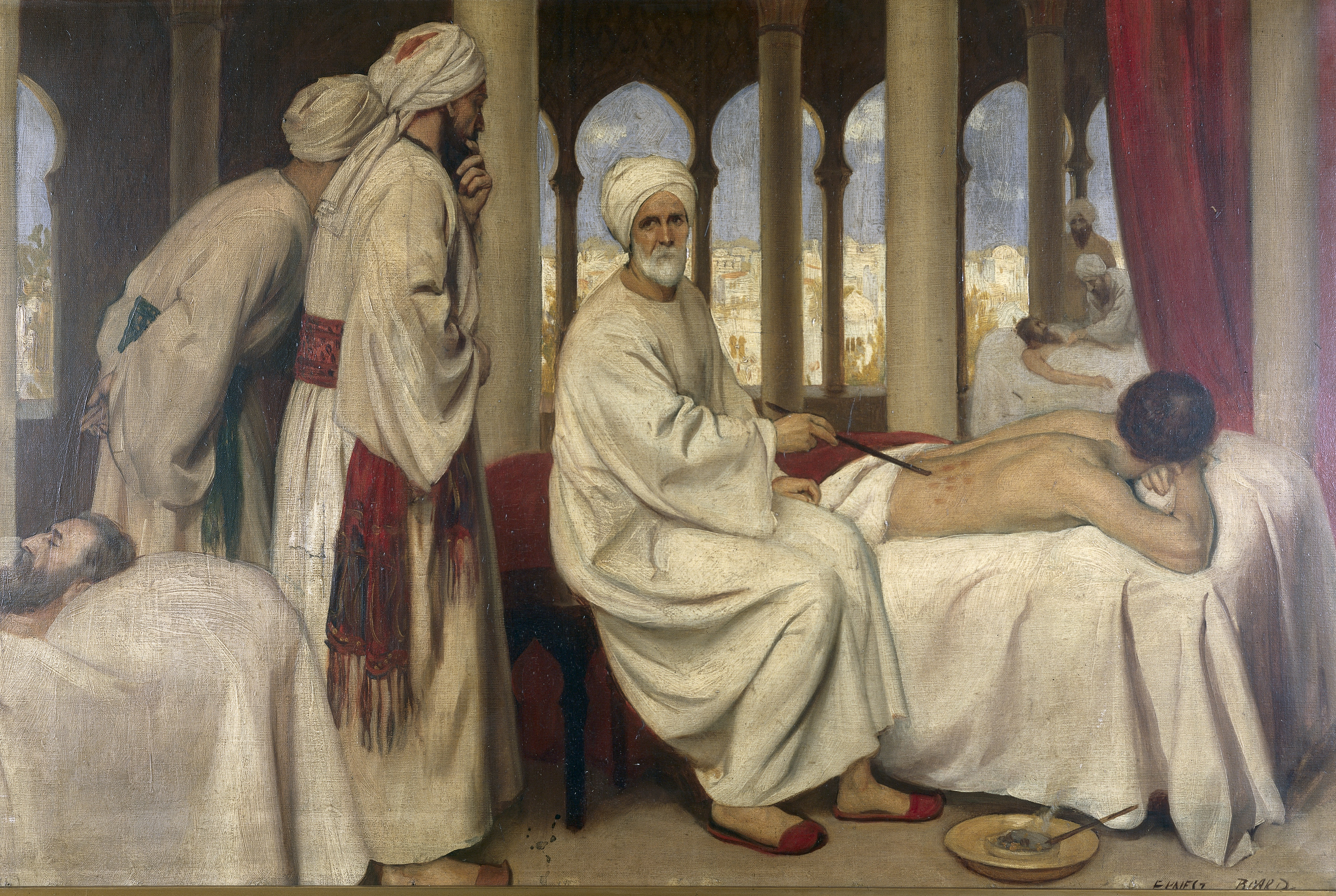
Абу-ль-Касим аз-Захрави осматривает больного в лазарете Кордовы
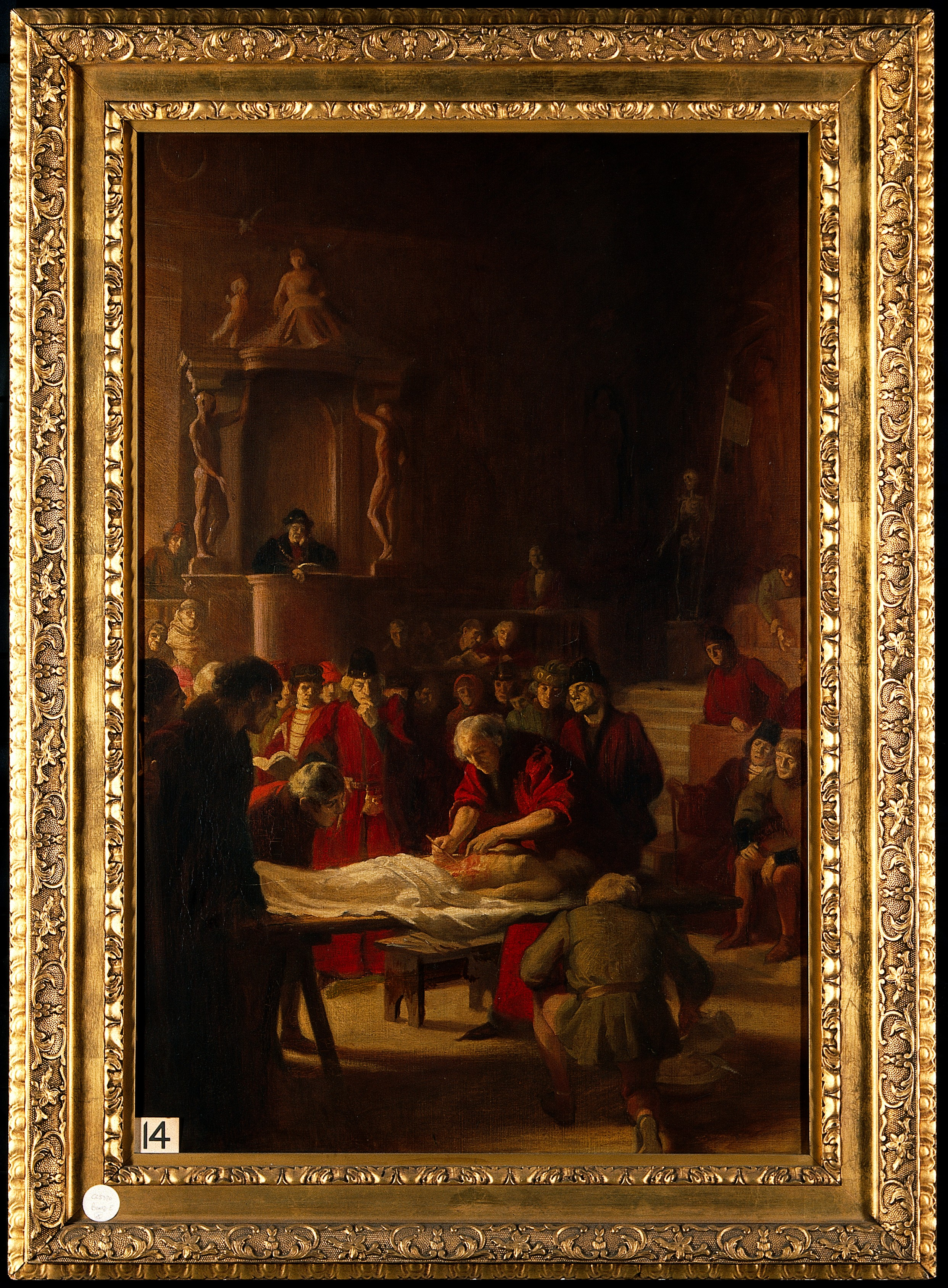
Итальянский анатом Мондино проводит вскрытие в анатомическом театре Болонского университета в 1318 году.
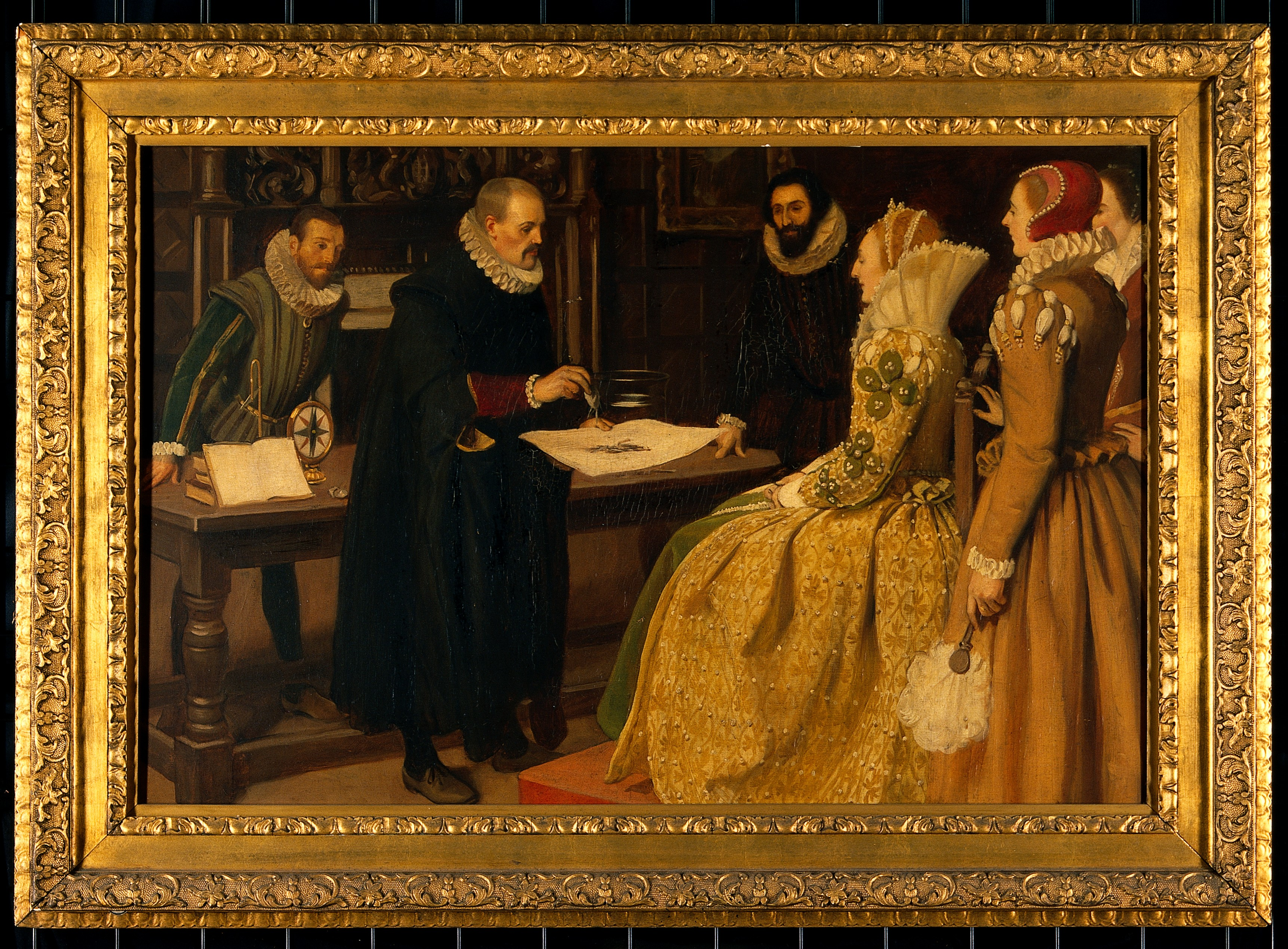
Уильям Гильберт демонстрирует магнит королеве Елизавете I в 1598 году
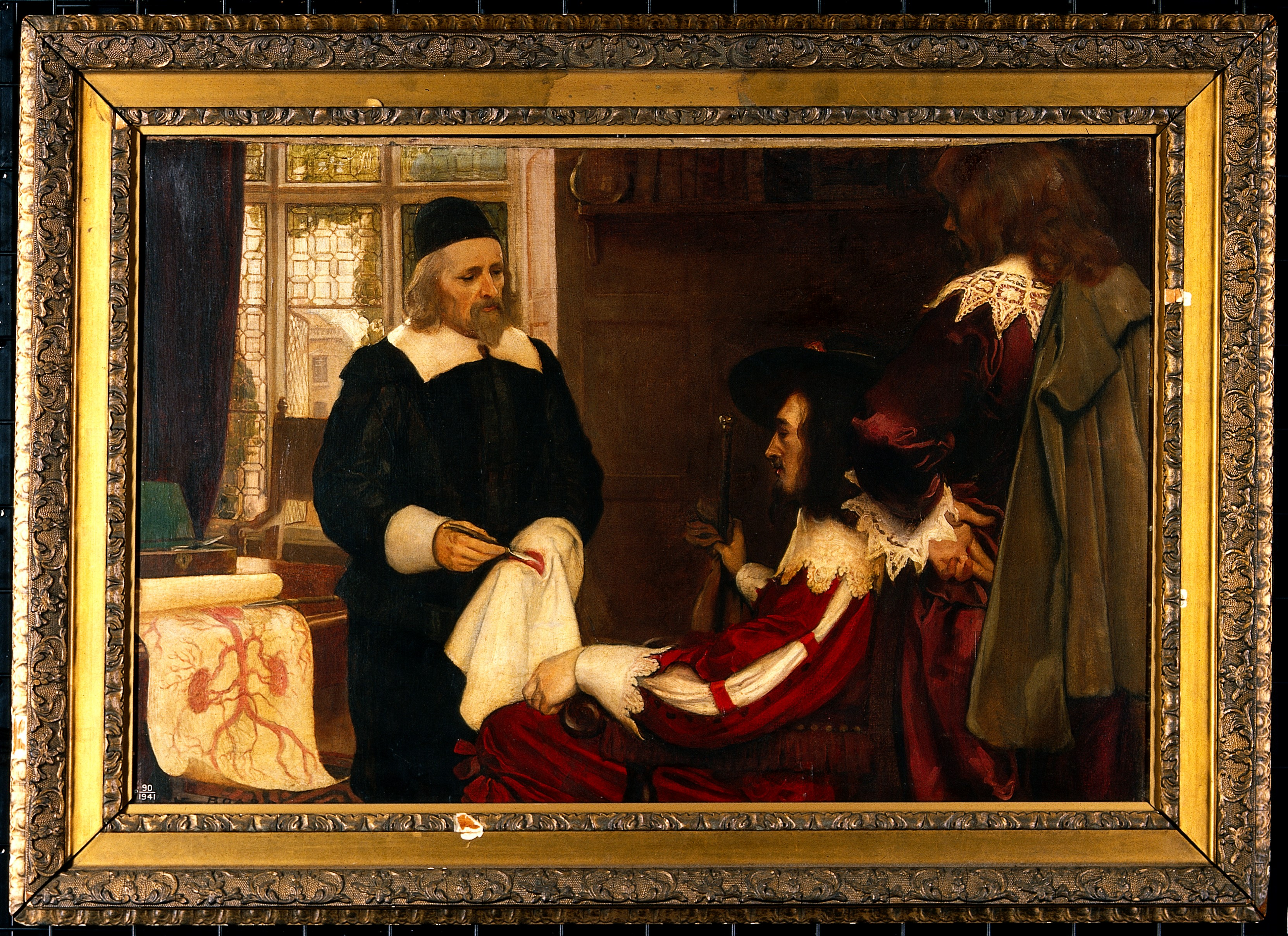
Уильям Гарвей демонстрирует свою теорию циркуляции крови
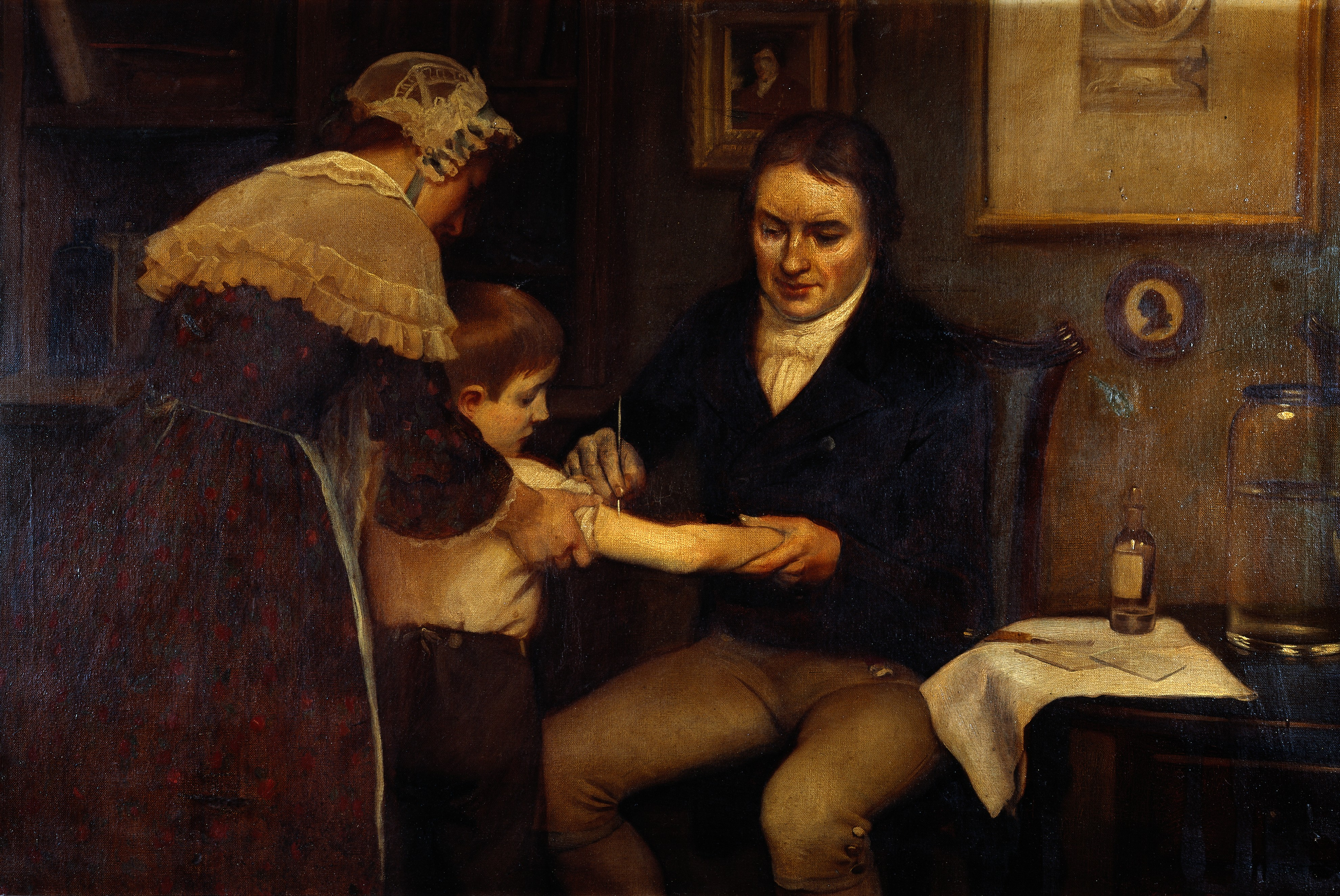
Доктор Дженнер проводит первую вакцинацию в 1796 году от оспы Джеймсу Фиппсу.
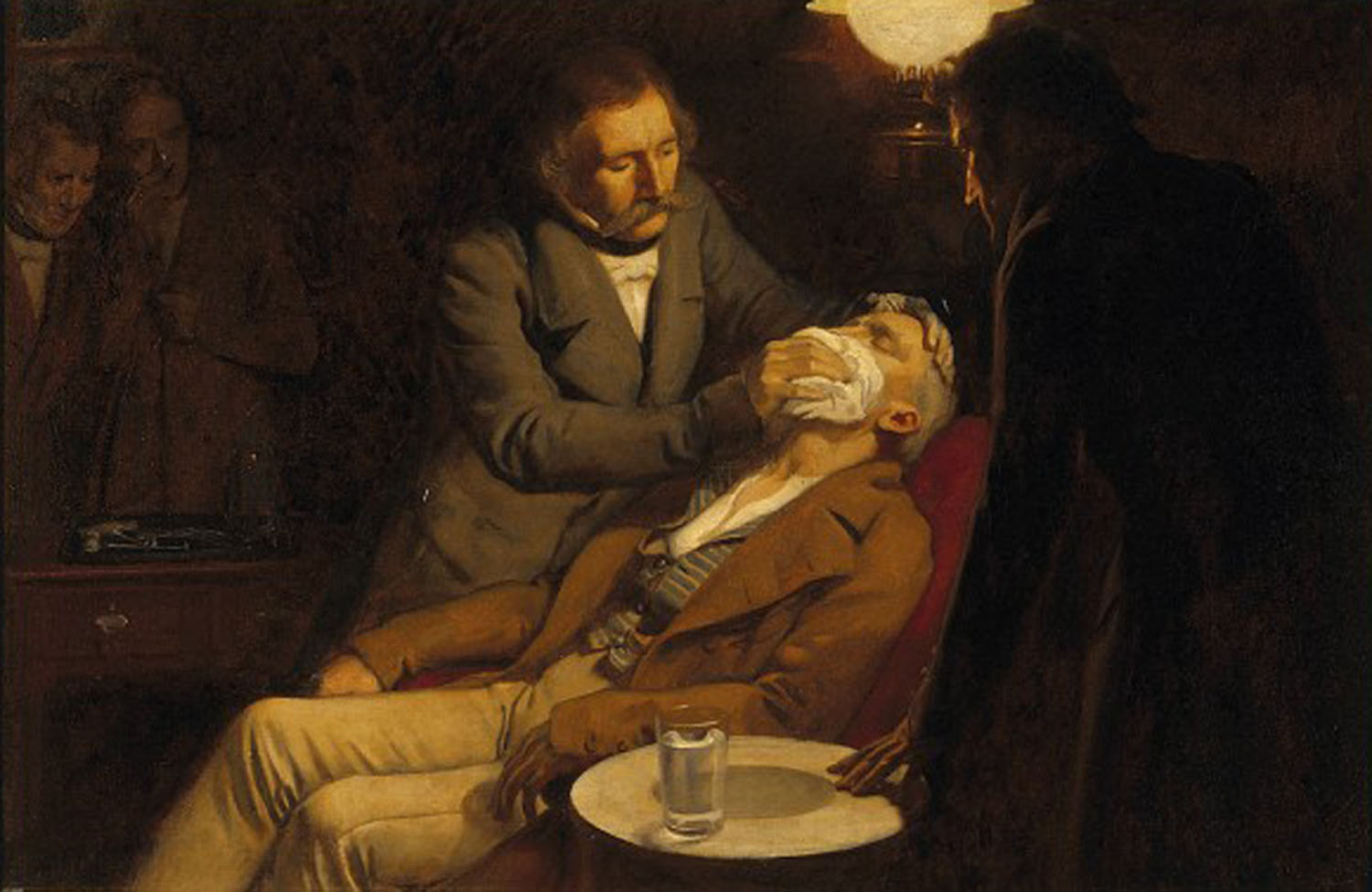
Стоматолог Уильям Мортон использует диэтиловый эфир в качестве анестетика в 1846 году